# Abies cilicica
Abies cilicica é uma espécie de conífera da família Pinaceae.
Pode ser encontrada nos seguintes países:  Líbano, Síria e Turquia.